# クナマ族
クナマ族（クナマぞく、Kunama）は、エチオピアおよびスーダンに住む部族。

## 居住地
エチオピア北西部とスーダンにまたがる乾燥地帯に住んでいる。
小さな村に居住区を形成するように小屋をたてて暮らしている。

## 生活
雑穀を主食とする耕作を営み、少数のヤギ、ヒツジを飼っている。少女は乳搾り、青年男性は農耕を受け持つ。

## 宗教
一部がイスラム教徒である。